# Роуз, Алекс
Александр Мелеи Роуз (англ. Alexander Melei Rose; род. 17 ноября 1991, Уэст-Бранч, Мичиган) — американский и самоанский легкоатлет, специалист по метанию диска и молота, толканию ядра. Выступает на профессиональном уровне с 2010 года, чемпион Тихоокеанских игр, многократный чемпион Океании, действующий рекордсмен Самоа, участник двух летних Олимпийских игр.

## Биография
Алекс Роуз родился 17 ноября 1991 года в городе Уэст-Бранч, штат Мичиган. Его отец в возрасте 19 лет иммигрировал в США из Самоа, поэтому помимо американского гражданства Алекс также получил и самоанское.
Занимался лёгкой атлетикой во время учёбы в Центральном Мичиганском университете, состоял в местной университетской команде Central Michigan Chippewas, с которой неоднократно принимал участие в различных студенческих соревнованиях, в том числе состязался в метательных дисциплинах в первом дивизионе чемпионата Национальной ассоциации студенческого спорта (NCAA).
Впервые заявил о себе на международном уровне в сезоне 2010 года, когда вошёл в состав американской сборной и выступил в метании диска на юниорском мировом первенстве в Монктоне.
В дальнейшем выступал за самоанскую сборную. Так, в 2012 году представлял Самоа на чемпионате Океании в Кэрнсе, где одержал победу в метании диска и молота.
В 2013 году на чемпионате Океании в Папеэте завоевал золото сразу в трёх дисциплинах: толкании ядра, метании молота, метании диска. Позднее в метании диска занял седьмое место на Всемирной Универсиаде в Казани, выступил на чемпионате мира в Москве.
В 2015 году на чемпионате Океании в Кэрнсе был лучшим в толкании ядра и метании диска, получил серебро в метании молота. На Тихоокеанских играх в Порт-Морсби в тех же дисциплинах выиграл серебряную, золотую и снова серебряную медали соответственно, при этом в метании молота установил ныне действующий национальный рекорд Самоа — 58,66 метра. Метал диск на чемпионате мира в Пекине, в финал не вышел.
Выполнив олимпийский квалификационный норматив в метании диска (65,00), удостоился права защищать честь страны на летних Олимпийских играх 2016 года в Рио-де-Жанейро — на предварительном квалификационном этапе метнул диск на 57,24 метра, чего оказалось недостаточно для выхода в финальную стадию. Являлся знаменосцем Самоа на церемонии закрытия Игр.
В 2017 году в метании диска превзошёл всех соперников на чемпионате Океании в Суве, выступил на чемпионате мира в Лондоне.
В 2018 году в той же дисциплине стал восьмым на Играх Содружества в Голд-Косте.
В 2019 году метал диск на чемпионате мира в Дохе, в финал не вышел.
В мае 2021 года на Метательном фестивале в Аризонском университете установил ныне действующий национальный рекорд Самоа в метании диска — 67,48 метра. С этим результатом Роуз прошёл отбор на Олимпийские игры в Токио, причём его выбрали знаменосцем страны на церемонии открытия. На сей раз он метнул диск на 61,72 метра — этого было недостаточно для попадания в финал.
В 2022 году представлял Самоа на чемпионате мира в Юджине и Играх Содружества в Бирмингеме, занял восьмое и четвёртое места соответственно.